# Penicilin G
Penicilín G ali benzilpenicilin je prvi odkriti naravni antibiotik in je začetnik razvoja tako imenovanih penicilinskih antibiotikov, to je skupine antibiotikov, katerih kemijska zgradba vsebuje β-laktam. Uporabljajo se za zdravljenje bakterijskih okužb, ki jih povzročajo dovzetne, večinoma grampozitivne bakterije. Sestavlja jih penicilinski skelet z molekulsko formulo R-C9H11N2O4S, katerega osnovo tvori molekula β-laktama, cikličnega amida, kot R pa je vezana stranska veriga. Pri penicilinu G je na obroč (na mestu R) vezana benzilna skupina.
Deluje tako, da preprečuje medsebojno povezovanje peptidoglikana, kar je nujno za tvorbo bakterijskih celičnih sten, kar povzroči razpad (lizo) celic.

## Odkritje in zgodovina
Odkritje penicilina pripisujejo škotskemu znanstveniku Alexandru Flemingu, ki je leta 1928 opazil, da v kulturi bakterij, ki se je okužila z glivami, v bližini le-teh bakterije ne uspevajo. Predpostavljal je, da ena od snovi, ki jo izločajo te glive v substrat, inhibira rast in razmnoževanje bakterij. Ko je vzgojil posamezne glive iz okužene kulture, je ugotovil, da to snov izloča čopičasta plesen (rod Penicillium), natančneje vrsta Penicillium chrysogenum. Filtrat iz kulture gliv je poimenoval »penicilin« in ga poslal v nadaljnje raziskave.
Bakteriostatičen učinek nekaterih plesni so sicer poznali že v antiki, vendar učinkovine niso izolirali. Natančneje sta tovrstno delovanje gliv opisala francoski zdravnik Ernest Duchesne leta 1897 in kostariški znanstvenik Clodomiro Picado Twight med letoma 1915 in 1927, a so njuna odkritja ostala neopažena.
Tudi poskusi uporabe penicilina so bili v začetku neuspešni, saj ga niso mogli proizvesti dovolj, da bi bilo zdravljenje učinkovito. Šele več kot deset let kasneje, leta 1939, je Howard Walter Florey z ekipo znanstvenikov z Univerze v Oxfordu dokazal in vivo učinkovitost in neškodljivost na poskusnih podganah. V Oxfordu so leta 1942 izvedli tudi prve uspešne klinične preizkuse penicilina.
Množična proizvodnja penicilina se je izkazala za težavno, vendar so ob pomoči novih odkritij s področja gojenja gliv in izolacije učinkovine do pričetka invazije v Normandiji v ZDA proizvedli že 2,3 milijona odmerkov. Med 2. svetovno vojno je penicilin tako bistveno zmanjšal število žrtev in amputacij zaradi okuženih ran med zavezniškimi vojaki. Težavo je predstavljalo predvsem dejstvo, da se penicilin aktivno izloča skozi ledvice, zaradi česar je bilo potrebno pogosto odmerjanje. Rešili so jo z dodatkom snovi, ki tekmuje s penicilinom za vezavo na transportne molekule v  celicah nefronov in s tem upočasnjuje njegovo izločanje (t. i. kompetitivni inhibitor).
Po 2. svetovni vojni je postal penicilin najbolj uporabljan antibiotik sploh, s kemijsko modifikacijo njegove strukture pa so izdelali snovi, ki so učinkovite proti širšemu spektru bakterij kot sam penicilin.
Za odkritje penicilina, njegove uporabe za zdravljenje bakterijskih okužb in njegove kemijske zgradbe so Alexander Fleming, sir Howard Walter Florey ter Ernst Boris Chain leta 1945 prejeli Nobelovo nagrado za fiziologijo ali medicino.

## Uporaba danes
Uporablja se za zdravljenje celulitisa, gonoreje, meningitisa, sifilisa in drugih bakterijskih bolezni. Poleg tega obstaja tudi več polsintetičnih penicilinov za zdravljenje infekcij z določenimi bakterijami, ki so odporne na naravne peniciline.